# Netelia szepligetii
Netelia szepligetii là một loài tò vò trong họ Ichneumonidae.